# Mariela Scarone
Mariela Carla Scarone (Buenos Aires, 4 oktober 1986) is een Argentijns hockeyster. Ze nam eenmaal deel aan de Olympische Zomerspelen en won hierop een zilveren medaille. 

## Loopbaan
Ze won de wereldtitel met de Argentijnse nationale ploeg in 2010 in Rosario. Daarnaast won ze vier keer de Champions Trophy, in 2009, 2010, 2012 en 2014. 
In 2012, op de Olympische Spelen in Londen, was Nederland te sterk in de strijd om de olympische titel. Argentinië slaagde er wel in om de finale te bereiken, maar daarin werd er met 2-0 verloren van Nederland.

## Erelijst
- 2009 –  Champions Trophy te Sydney (Aus)
- 2010 –  Champions Trophy te Nottingham (Eng)
- 2010 –  WK hockey te Rosario (Arg)
- 2011 –  Champions Trophy te Amstelveen (Ned)
- 2012 –  Champions Trophy te Rosario (Arg)
- 2012 –  Olympische Spelen te Londen (Eng)
- 2014 –  WK hockey te Den Haag (Ned)
- 2014 –  Champions Trophy te Mendoza (Arg)